# Cyphocharax saladensis
Cyphocharax saladensis és una espècie de peix de la família dels curimàtids i de l'ordre dels caraciformes.

## Morfologia
- Els mascles poden assolir 6,7 cm de llargària total.[5]

## Alimentació
És detritívor.

## Hàbitat
Viu en zones de clima subtropical.

## Distribució geogràfica
Es troba a Sud-amèrica: conca meridional del riu de La Plata i conques fluvials costaneres de Rio Grande do Sul i Santa Catarina.